# Station Prestebakke
Station Prestebakke is een spoorwegstation in  Prestebakke, gemeente Halden in fylke Viken in Noorwegen. Het station, uit 1879, ligt aan Østfoldbanen. Het stationsgebouw is ontworpen door Peter Andreas Blix. Prestebakke is gesloten voor personenvervoer.